# Bikalathavas
Bikalathavas románul: Muntele Bocului, falu Romániában, Erdélyben, Kolozs megyében.

## Fekvése
Felsőfülehavas mellett fekvő település.

## Története
Bikalathavas (Muntele Bocului) korábban Felsőfülehavas (Muntele Filii) része volt.
1956-ban vált külön településsé 119 lakossal.
1966-ban 110, 1977-ben 113, 1992-ben 73 román lakosa volt. A 2002-es népszámláláskor 59 lakosa volt, melyből 58 román, 1 egyéb volt.